# Rayssa Leal
Rayssa Leal (n. 4 ianuarie 2008, Imperatriz, Maranhão, Brazilia) este o sportivă ce a reprezentat Brazilia, medaliată olimpică. A participat la 2 ediții ale Jocurilor Olimpice (2020, 2024) în care a câștigat o medalie de argint.